# Scotiabank Centre
Scotiabank Centre, tidigare Halifax Metro Centre, är en inomhusarena för ishockey i Halifax i provinsen Nova Scotia i Kanada. Arenan öppnades i februari 1978, och har en publikkapacitet på 10 595 åskådare vid ishockey.

## Evenemang
- Världsmästerskapen i konståkning 1990
- Juniorvärldsmästerskapet i ishockey 2003
- Världsmästerskapet i ishockey för damer 2004
- All star-matchen i American Basketball Association 2007
- Inomhusvärldsmästerskapet i lacrosse 2007
- Världsmästerskapet i ishockey för herrar 2008

## Berömda besökare
| - 50 Cent - Aerosmith - Akon - Barenaked Ladies - Billy Talent - Black Eyed Peas - Sarah Brightman - Garth Brooks - James Brown - Michael Bublé - George Carlin - Cher - Bill Clinton - Coldplay - Alice Cooper | - Bill Cosby - Def Leppard - Céline Dion - Dixie Chicks - Hilary Duff - Bob Dylan - Everclear - Goo Goo Dolls - Great Big Sea - Green Day - Guns N' Roses - Iron Maiden - Alan Jackson - Larry the Cable Guy - Avril Lavigne | - Live - Jeff Martin - Sarah McLachlan - Metallica - Alanis Morissette - Mötley Crüe - Nickelback - Ozzy Osbourne - Our Lady Peace - Brad Paisley - Dolly Parton - Pearl Jam - Rihanna - Kenny Rogers - Rush | - Paul Simon - Simple Plan - Slayer - Sleater-Kinney - Snoop Dogg - Stars on Ice - Sum 41 - The Tragically Hip - Trailer Park Boys - Triumph - Tina Turner - Van Halen - "Weird Al" Yankovic - UFC |